# Her Majesty, Love
Her Majesty, Love è un film del 1931 diretto da William Dieterle e interpretato da W.C. Fields e da Marilyn Miller, rispettivamente nei ruoli di padre e figlia.
Il film è un rifacimento di Roxi B Bar, film tedesco diretto da Joe May, uscito in Germania il 9 gennaio 1931. La parte di Lia Török era interpretata da Käthe von Nagy.

## Trama
Fred von Wellingen, il rampollo di una famiglia di industriali, si innamora di Lia, una ragazza che lavora in un locale come barista. Si offre di sposarla a patto che lei balli con lui. Quando la famiglia di Fred incontra la giovane che viene accompagnata da suo padre, è scandalizzata dal suo lavoro e dal fatto che appartenga a una classe così inferiore. Determinata a impedire il matrimonio, la famiglia offre a Fred un nuovo contratto e un incarico più importante se lascerà Lia. Lui, sebbene riluttante, accetta ma non se la sente di informare la ragazza che, quando viene a sapere del patto, sfida Fred durante un pranzo nel quale avrebbero dovuto annunciare il fidanzamento. Impressionato dal carattere di Lia, il barone von Schwarzdort le chiede di sposarlo. Anche se lui ha già avuto sei mogli, Lia accetta. Fred cerca di fermarla, ma giunge troppo tardi per impedire le nozze. Chiede a Lia, allora, di danzare con lui. Mentre ballano, il giovane le dice che adesso che è diventata baronessa, la sua famiglia non potrà obiettare nulla se diventerà sua moglie. Sembra, insomma, che il barone stia per perdere la sua settima sposa a favore di Fred.

## Produzione
Prodotto dalla First National Pictures.
La Vitaphone Orchestra era condotta da Leo F. Forbstein.

## Distribuzione
Distribuito dalla Warner Bros., il film uscì in sala il 15 dicembre 1931.

### Date di uscita
IMDb
- USA	25 novembre 1931	 (New York City, New York)
- USA	15 dicembre 1931

Alias
- Su Majestad El Amor	Spagna (titolo letterale)